# Cuyuni-Mazaruni
Cuyuni-Mazaruni, Region 7 – jeden z dziesięciu regionów Gujany położony w zachodniej części państwa. Na północy graniczy z regionem Barima-Waini, od północnego wschodu z Essequibo Islands-West Demerara i Pomeroon-Supenaam, od wschodu z Upper Demerara-Berbice, od południa z Potaro-Siparuni i z brazylijskim stanem Roraima, a od zachodu z wenezuelski stanem Bolívar. Stolicą regionu jest Bartica. Pozostałe miejscowości to m.in. Issano, Isseneru, Kartuni, Peters Mine, Arimu Mine, Kamarang, Keweigek, Imbaimadai, Tumereng i Kamikusa.

## Geografia
Większość powierzchni regionu zajmuje przeważnie porośnięta lasem równikowym Wyżyna Gujańska. W części pasma Pacaraima, leżącego w obszarze regionu znajdują się góry Ayanganna i Roraima, na której znajduje się trójstyk granic Brazylii, Gujany i Wenezueli. W części Roraimy należącej do Gujany leży najwyżej położony punkt w państwie - 2762 m n.p.m. Przez region przepływają rzeki Cuyuni, Puruni i Mazaruni, która w pobliżu Bartici uchodzi do Essequibo.

## Gospodarka
Większość mieszkańców regionu zatrudnionych jest górnictwie, przy wydobyciu złota i diamentów. Największym przedsiębiorstwem branży górniczej w regionie jest Omai Gold Mines Ltd. Poniżej górnego biegu rzeki Mazaruni rząd planuje budowę elektrowni wodnej, której zadaniem byłaby produkcja energii elektrycznej dla mieszkańców regionu. Miałaby również wspomóc jego rozwój. W kilku indiańskich osadach w paśmie górskim Pacaraima uprawiana jest roślinność, głównie na potrzeby mieszkańców osiedli wybudowanych przy kopalniach.

## Demografia
Rząd gujański, od czasu reformy administracyjnej w 1980 r., przeprowadzał do tej pory spisy ludności czterokrotnie, w 1980, 1991, 2002 i 2012 r. Według ostatniego spisu populacja wynosiła 20 280 mieszkańców. Cuyuni-Mazaruni jest największym po Upper Takutu-Upper Essequibo regionem pod względem powierzchni i najmniejszym po Potaro-Siparuni pod względem populacji. Jest drugim najrzadziej zaludnionym regionem Gujany po Upper Takutu-Upper Essequibo.
| Rok  | Populacja |
| ---- | --------- |
| 2012 | 20 280    |
| 2002 | 17 597    |
| 1991 | 14 794    |
| 1980 | 14 390    |

## Miejscowości
Miejscowości w regionie Cuyuni-Mazaruni:

- Ajimipepai
- Akar (Akar Village)
- Amamure Village (Amamuri Village)
- Amokokopai Village
- Apanachi
- Arau Village
- Arawai Village
- Arimu Mine
- Assura Village
- Aunama (Aunama Village)
- Aurora
- Awarabati
- Barakara
- Bartica (Barteke)
- Butakari (Butukari)

- Ekereku
- Enachu (Enachu Landing, Enachu Station)
- Golden Grove
- Hororabo
- Imbaimadai
- Issano
- Isseneru
- Kaikan
- Kalacoon (Kalakoon House, Kalakun, Kalkoon)
- Kamarang
- Kamaria
- Kamikusa
- Kamuda (Kamuda Village)
- Kartuni
- Kaywaek (Kaywaek Village)

- Keweigek
- Klip
- Kokadai
- Kowaeng (Kowaeng Village)
- Kurachi
- Kurutuku Village
- Kwiokrebaru
- Lower Kamaria
- Meruwang
- Minata
- Mongreppo
- Morowta
- Muriakundi (Muruakundi)
- Muruwawe Village
- Opadai

- Oranapai (Oranapai Landing, Oranopai)
- Paruima (Paruima Mission)
- Pathawaru
- Peters Mine
- Pipillipai
- Poterima
- Saint Edwards Mission
- Saint Marys
- The Clip
- Tumereng (Tumareng, Tumureng)
- Upper Kamaria
- Waioklepalul (Waioklepaluta Village)
- Waramadong (Waramadong Village)
- Wineperu
- Wolga